# Étang Brown
L'étang Brown (anglais : Brown's Inlet) est un plan d'eau situé dans le centre de la ville d'Ottawa, Ontario, Canada. Il s'agit d'un ancien ruisseau qui a connu une croissance considérable avec la création du canal Rideau, dans lequel il se jette aujourd'hui. A l'origine considérablement plus grand, le plan d'eau a été raccourci et divisé de sorte qu'il se compose aujourd'hui de deux parties en surface, mais qui sont reliés sous terre. Il se trouve dans la partie sud du quartier Le Glèbe,  se jetant dans le canal près du pont de la rue Bank. L'étang est entouré de parcs et de belles maisons et abritent une grande variété d'animaux sauvages, notamment des grenouilles, des tortues, des poissons et des oiseaux.